# Вилимпента
Вилимпента (итал. Villimpenta) је насеље у Италији у округу Мантова, региону Ломбардија.
Према процени из 2011. у насељу је живело 1426 становника. Насеље се налази на надморској висини од 15 м.

## Становништво
| 1931. | 1936. | 1951. | 1961. | 1971. | 1981. | 1991. | 2001. | 2011. |
| ----- | ----- | ----- | ----- | ----- | ----- | ----- | ----- | ----- |
| 3.515 | 3.601 | 3.757 | 2.971 | 2.487 | 2.364 | 2.202 | 2.105 | 2.205 |